# رایان گیگز
رایان چوزف ویلسون گیگز (زادهٔ ۲۹ نوامبر ۱۹۷۳) مربی و فوتبالیست پیشین ولزی است که به عنوان پرافتخارترین فوتبالیست تاریخ بریتانیا شناخته می‌شود. از او بعنوان یکی از برترین بازیکنان تاریخ منچستریونایتد و یکی از برترین وینگرهای  تاریخ یاد می‌شود.
او در تمام دوران بازی خود در منچستر یونایتد بود و رکورد بیش‌ترین بازی را با ۶۳۲ بازی برای یونایتد دارد. او همچنین با ۲۶۴ پاس گل، بهترین پاسور تاریخ این باشگاه است. گیگز در طی سال‌های حضورش در تیم اصلی منچستر یونایتد توانسته است به ۱۳ عنوان قهرمانی لیگ برتر انگلیس، ۲ عنوان قهرمانی لیگ قهرمانان اروپا، ۴ عنوان قهرمانی جام حذفی انگلیس، ۴ عنوان قهرمانی جام اتحادیه، ۱ عنوان قهرمانی سوپر کاپ اروپا، ۱ عنوان قهرمانی جام بین قاره‌ای، ۱ عنوان‌قهرمانی جام باشگاه‌های جهان، و ۱۰ عنوان قهرمانی سوپرکاپ انگلیس دست یابد. او با ۳۸ جام رسمی، یکی از ۱۰ بازیکن پرافتخار برتر تاریخ فوتبال است.
در نظرسنجی اینترنتی سایت اتحادیه فوتبال انگلیس که به مناسبت بیستمین سال برگزاری لیگ برتر انگلیس در سال ۲۰۱۲ برگزار شد، رایان گیگز به عنوان بهترین بازیکن تاریخ لیگ برتر انگلیس انتخاب شد. او پس از برکناری دیوید مویس در آوریل ۲۰۱۴ به صورت موقت هدایت و سرمربیگری منچستر یونایتد را در ۴ بازی پایانی لیگ برتر به عهده گرفت.
گیگز سرانجام در پایان فصل ۲۰۱۳/۱۴ و هم‌زمان با اعلام سرمربیگری لوئیس فن خال در منچستر یونایتد با نوشتن نامه‌ای به‌طور رسمی خداحافظی‌اش از میدان‌های فوتبال را اعلام کرد و به عنوان دستیار سرمربی به فعالیتش در باشگاه ادامه داد. پس از جدایی سرمربی هلندی، بسیاری به گیگز پیشنهاد دادند که جانشین لوئیس فن خال شود اما سرانجام با آمدن ژوزه مورینیو، گیگز این باشگاه را ترک کرد.

## دوران کودکی
رایان گیگز در ۲۹ نوامبر ۱۹۷۳ در بیمارستان سنت دیوید شهر کانتون، کاردیف متولد شد. او فرزند دنی گیگز بازیکن تیم راگبی ولز و لین جانسون است. گیگز در ELY (حومه غربی شهر کاردیف) بزرگ شد. زمانی که رایان ۶ ساله بود، پدر او قراردادی با تیم سویونتون لاینز امضا کرد در نتیجه آن‌ها مجبور به مهاجرت به سالفورد در Great Manchester شدند (Great Manchester به منطقه‌ای در شمال غرب انگلستان گفته می‌شود که شامل شهرهایی مانند بولتون، راچدیل، تام ساید، استوک فورد، ترافورد، ویگان، منچستر و سالفورد است). این جابجایی به روحیه رایان آسیب وارد کرد زیرا او از پدربزرگ و مادر بزرگ خود که به شدت به آن‌ها وابسته بود بسیار دور شده بود ولی آن‌ها در تعطیلات آخر هفته یا ایام تعطیلی مدرسه به دیدار آن‌ها در کاردیف می‌رفتند.
گیگز در این زمان به تیم محلی دینز پیوست که توسط یکی از مربیان باشگاه منچسترسیتی به نام دنیس اسکافیلد مربیگری می‌شد. اولین بازی او برای دینز با شکست ۹ بر صفر آن‌ها همراه بود ولی همگان اعتقاد داشتند که گیگز بهترین بازیکن زمین در آن بازی بود. اسکافیلد تصمیم گرفت گیگز را به مدرسه فوتبال منچسترسیتی ببرد. گیگز همچنین کاپیتان تیم پسران سالفورد در مسابقات مدارس جام گرانادا بود و با این تیم در فینال جام گرانادا در استادیوم آنفیلد تیم مدرسه بلکبرن را شکست دادند. یکی از استعدادیاب‌های باشگاه لیورپول به نام ران یتس که از عملکرد گیگز به شدت تحت تأثیر قرار گرفته بود او را به باشگاه لیورپول پیشنهاد داد ولی کنی دگلیش از به خدمت گرفتن او امتناع کرد در نتیجه او به منچستر یونایتد پیوست.
زمانی که گیگز در تیم دینز بازی می‌کرد یکی از ایجنت‌های اولدترافورد به نام استیوارد هارولد وود او را زیر نظر داشت. او که در مورد استعداد رایان گیگز شنیده بود شخصاً نزد الکس فرگوسن رفت و به او گفت که اگر گیگز را دست بدهیم در آینده تاسف خواهیم خورد. فرگوسن که تحت تأثیر قرار گرفته بود، تصمیم گرفت بازی گیگز را ببینید. گیگز در در ترکیب پسران سالفورد مقابل تیم زیر ۱۵ سال یونایتد هت تریک کرد در حالی که فرگوسن بازی او را از پنجره دفتر کارش می‌دید. در ۲۹ نوامبر ۱۹۸۷ (تولد ۱۴ سالگی گیگز) فرگوسن به همراه جو براون به خانه گیگز رفتند تا به او پیشنهاد قرارداد دو ساله با منچستر یونایتد را بدهند.
گیگز به عنوان عضوی از تیم منتخب دانش آموزان انگلستان (با نام رایان ویلسون) در مقابل تیم دانش آموزان آلمان در سال ۱۹۸۹ در استادیوم ومبلی بازی کرد. رایان نام خانوادگی خود را در ۱۶ سالگی زمانی که مادرش با مرد دیگری ازدواج کرد به گیگز تغییر داد. پدر و مادر او دو سال پیش از این از هم جدا شده بودند. لاویر مکمنمی سرمربی تیم ملی زیر ۲۱ سال انگلستان سعی کرد او را به تیم ملی این کشور بیاورد ولی به این علت که پدربزرگ و مادربزرگ گیگز هیچ‌کدام انگلیسی نبودند موفق نشد.

## منچستر یونایتد

رایان گیگز در لباس منچستر یونایتد

گیگز اولین بازی خود برای یونایتد را در فصل ۱۹۹۰ – ۹۱ انجام داد ولی شروع درخشش او از فصل ۱۹۹۱ – ۹۲ است. او رکورد دار بیشترین عناوین قهرمانی است که یک بازیکن در یک باشگاه به دست آورده است. گیگز در طی این سال‌ها ۱۳ عنوان قهرمانی لیگ برتر، ۴ عنوان قهرمانی جام حذفی، ۴ عنوان قهرمانی جام اتحادیه، ۲ قهرمانی در جام باشگاه‌های اروپا، ۱ قهرمانی در سوپرجام اروپا، ۱ عنوان قهرمانی جام بین قاره‌ای فوتبال و ۱ عنوان قهرمانی جام باشگاه‌های جهان را در کارنامه دوران فوتبال خود ثبت کرده است. رایان گیگز از سال ۲۰۰۷ که گری نویل با مصدومیت‌های مختلف دست به گریبان شد، عملاً به کاپیتان تیم بدل شده بود.
گیگز فوتبال حرفه‌ای خود را از ۲۹ نوامبر ۱۹۹۰ (تولد ۱۷ سالگی) آغاز کرد. کارشناسان آن موقع فوتبال انگلستان او را بهترین کشف در فوتبال بریتانیا بعد از جرج بست نامیدند.
در آن موقع منچستر به تازگی موفق به قهرمانی در جام حذفی انگلیس شده بود که این اولین افتخار آن‌ها بود از سال ۱۹۸۶ که الکس فرگوسن مربیشان شده بود. آن‌ها دو فصل قبل را در رده‌های میانی جدول به پایان برده بودند ولی در فصل ۹۲–۱۹۹۱ عملکرد بهتری داشتند هر چند که نهایتاً در لیگ ششم شدند. فرگوسن برای جناح چپ رالف میلن را به خدمت گرفته بود اما این بازیکن در من یونایتد موفق نبود. در نتیجه آن‌ها در سپتامبر ۱۹۸۹ دنی والاس را از ساوت‌همپتون به منچستر آوردند. والاس موفق نشد روزهای خوبش در ساوت‌همپتون را تکرار کند در نتیجه رقابت شدیدی بین رایان گیگز و بازیکن ۱۹ ساله یونایتد لی شارپ برای حضور در جناح چپ آغاز شد.
رایان گیگز اولین بازی‌اش برای منچستر را در ۲ مارس ۱۹۹۱ مقابل اورتون در اولدترافورد انجام داد. او بعد از مصدومیت دنیس اروین به عنوان جانشین او وارد زمین شد. منچستر این بازی را ۲ بر صفر واگذار کرد. اولین حضور او در ترکیب اصلی در ۴ مه ۱۹۹۱ در پیروزی ۱ بر صفر منچستر یونایتد مقابل منچستر سیتی بود. با این حال او در جمع ۱۶ بازیکن منچستر در فینال جام برندگان جام اروپا مقابل بارسلونا که ۱۱ روز بعد برگزار شد جایی نداشت. لی شارپ در این بازی در جناح چپ به کار گرفته شد در حالی که والاس به عنوان ذخیره او روی نیمکت ذخیره‌ها نشسته بود.
هرچند تلاش گیگز در ۱۷ سالگی برای حضور در ترکیب اصلی با شکست مواجه شد ولی استعداد و مهارت او راه را برای پیشرفت دیگر جوانان تحت امر فرگوسن فراهم کرد.
با شروع فصل ۹۲–۱۹۹۱ گیگز به ترکیب اصلی یونایتد راه یافت. همچنین او کاپیتان تیم جوانان باشگاه هم بود او و دیگر جوانان باشگاه ترکیبی به نامFledglings Fergie's) Fledglings Fergie's گروهی از بازیکنان جوان منچستر یونایتد بودند که توسط فرگوسن به باشگاه آورده شده بودند و تحت نظر برایان کید و اریک هریسون برای حضور در تیم اول باشگاه آموزش می‌دیدند) تشکیل داده بودند که در مسابقات قهرمانی جوانان انگلستان سال ۹۲ به مقام قهرمانی رسید. گیگز فصل را همراه با منچستر در رده دوم جدول به پایان برد زیرا لیدز یونایتد در هفته آخر عنوان قهرمانی را به دست آورد آن هم در حالی که بیشتر فصل را من یونایتد صدرنشین بود این آخرین دوره برگزاری لیگ انگلستان به صورت قدیمی بود و از فصل بعد قرار بود لیگ برتر برگزار شود.
گیگز در پایان فصل به عنوان برترین بازیکن جوان سال انگلیس انتخاب شد عنوانی که فصل پیش به هم تیمی او لی شارپ رسیده بود.

### ابتدای مسیر
فصل ۹۳–۱۹۹۲ که اولین دوره لیگ برتر بود رایان گیگز به انتخاب اول در جناح چپ منچستر و جوان اول لیگ انگلستان تبدیل شد. او نقش اساسی را در قهرمانی منچستر یونایتد پس از ۲۶ سال در انگلیس ایفا کرد. ظهور او و ورود کانتونا شروع حاکمیت منچستر یونایتد بر لیگ جزیره بود. گیگز در این سال‌ها بر خلاف دیگر فوتبالیست‌های جوان از پیشنهادهایی که به او برای شرکت در برنامه‌های تلویزیونی می‌شد استقبال نمی‌کرد. مدیر برنامه‌های رایان او را از هر گونه مصاحبه با رسانه‌ها تا زمانی که ۲۰ ساله نشده است برحذر داشت. اولین مصاحبه گیگز در فصل ۹۳ – ۹۴ با دیس لینام گزارشگر شبکه بی‌بی‌سی در برنامه بازی روز بود(Match Of The Day). منچستر یونایتد در فصل ۹۳ – ۹۴ قهرمان لیگ برتر و جام حذفی انگلیس شد و گیگز یکی از بازیکنان کلیدی یونایتد بود در کنار اریک کانتونا، مارک هیوز و پل اینس. لی شارپ بازیکنی که گیگز جای او را در بال چپ گرفته بود حالا باید با آندری کانچلسکیس برای بازی در بال راست رقابت می‌کردند. این دو بازیکن هم نقشی کلیدی در موفقیت‌های باشگاه ایفا کردند.
آن‌ها در این فصل از هفته چهارم در صدر جدول لیگ برتر قرار گرفتند و تا پایان فصل در رده نخست باقی ماندند ولی در جام اتحادیه در بازی فینال مقابل استون ویلا ۳ بر ۱ شکست خوردند.
محبوبیت زیاد گیگز نشان از شروع عصر جدیدی در فوتبال می‌داد. از او با عنوان پسری که قلب هواداران جوان یونایتد را تسخیر کرده، نام برده می‌شد. زمانی که او در سال ۱۹۹۰ وارد عرصه فوتبال شد زمانی بود که علاقه به فوتبال در بین طبقات پایین اجتماع در حال افزایش بود و درخشش بازیکنان جوانی مانند گیگز و جیمی ردنپ لیورپولی باعث شده بود آن‌ها را مثل ستارگان موسیقی بپرستند.
استعداد منحصربه‌فردی که گیگز نشان داده بود باعث شد القابی مانند نابغه و شعبده باز به او بدهند. بازیکنان باتجربه تیم او را تحسین می‌کردند و خواستار قرار گرفتنش در ترکیب اصلی تیم بودند. استیو بروس می‌گوید: «رایان مثل باد می‌دوید و به بدنش خیلی طبیعی چرخش می‌داد من قصد توهین به دیوید (بکهام) و اسکولز را ندارم اما او تنها کسی بود که به یک ستاره بزرگ تبدیل شد.»
گیگز خودش را به عنوان یک گلزن اثبات کرد. بارها گل‌های او در لیست گل‌های برتر فصل قرار گرفته مانند گلش به کویینز پارک رنجرز در ۱۹۹۳، تاتنهام در ۱۹۹۴، اورتون در ۱۹۹۵، کاونتری ۱۹۹۶ و گل زیبایش در سال ۱۹۹۹ و در مرحله نیمه نهایی جام حذفی انگلستان به آرسنال. در آن بازی گیگز توپ را از پاتریک ویرا گرفت و با طی کردن نیمی از زمین و جای گذاشتن مدافعانی مانند تونی ادامز، لی دیکسون و مارتین کنیون وارد محوطه جریمه شد و با یک شوت زیبا از زاویه بسته دروازه دیوید سیمن را باز کرد. بعد از گل او پیراهنش را درآورد و به سمت نیمکت تیمش دوید تا با هم تیمی‌هایش به شادی بپردازد. دیوید بکهام بعدها در کتاب خاطرات خود نوشت زمانی که گیگز در حال دویدن به سمت نیمکت یونایتد بود بازیکنان آرسنال بدترین فحاشی‌ها را نثار او کردند.
فصل ۹۵–۱۹۹۴ گیگز به علت مصدومیت فقط در ۲۹ بازی لیگ برتر فوتبال انگلستان برای منچستر به میدان رفت و تنها ۱ گل به ثمر رساند. اما فصل بعد او مجدداً آمادگی و فرم خود را بدست آورد هرچند که دیگر برای کمک به یونایتد دیر شده بود. منچستر در آخرین روز فصل ۹۵–۱۹۹۴ با تساوی مقابل وستهام جام قهرمانی را به بلکبرن روورز تقدیم کردیک هفته بعد گیگز برای یونایتد مقابل اورتون به میدان رفت ولی یونایتد آن بازی را ۱ بر صفر باخت تا فصلی ناامیدکننده را پشت سر گذاشته باشد. گیگز تنها بازیکن کلیدی منچستر نبود که در ان فصل غایب بود. روی کین، لی شارپ و آندری کانچلسکیس هر کدام مدت قابل توجهی از فصل را به علت مصدومیت از دست دادند در حالی که اریک کانتونا چهارماه آخر فصل (و شش هفته ابتدای فصل بعد) را به علت حادثه‌ای که ماه ژانویه در بازی با کریستال پالاس برایش به وجود آمده بود محروم بود.
تابستان ۹۵ یونایتد بخاطر اختلافات به وجود آمده پل اینس، مارک هیوز و کانچلسکیس را فروخت تا فصل بعد را بدون بزرگان شروع کند. البته آن‌ها اندی کول را در میانه‌های فصل قبل با رقم ۷ میلیون پوند که یک رکورد محسوب می‌شد به اولدترافورد آورده بودند.
در فصل ۱۹۹۵ – ۹۶ گیگز به فرم ایده‌آل خود بازگشت و نقش منحصربه‌فرد و حیاتی اش را در ترکیب یونایتد ایفا کرد. گل او در ۹ سپتامبر ۱۹۹۵ مقابل اورتون در گودیسون پارک در لیست برترین گل‌های فصل قرار گرفت هر چند در آخر گل گئورگی کینکالادزه از منچستر سیتی به عنوان گل برتر فصل انتخاب شد. گیگز در ماه نوامبر در بازی مقابل ساوت همپتون ۲ گل زد. آن بازی را یونایتد ۴ بر ۱ برد در حالی که به شدت برای رسیدن به نیوکاسل که آن موقع صدر جدول را در اختیار داشت تحت فشار بود. نیوکاسل تا روز ۲۳ نوامبر ۱۰ امتیاز از منچستر یونایتد پیشی گرفته بود اما سرانجام منچستر در ماه مارس صدر جدول را از آنان گرفت. از سوی دیگر منچستر در دیدار پایانی جام حذفی مقابل لیورپول با تک گل اریک کانتونا پیروز شد تا در این فصل قهرمان هر دو جام حذفی و لیگ برتر شود.
گیگز حالا با بازیکنان کلیدی و جوانی همکاری می‌کرد. جوانانی مثل‌گری نویل، فلیپ نویل، نیکی بات، دیوید بکهام و پل اسکولز. بکهام در سمت راست جای آندری کانچلسکیس را گرفته بود و نیکی بات به خوبی جای پل اینس را در میانه میدان پر کرده بود تا به همراه روی کین و رایان گیگز خط میانی منچستر را تشکیل دهند. آن‌ها حتی بهتر از زمانی کار می‌کردند که اینس و کانچلسکیس در میانه میدان حضور داشتند.
فصل بعد گیگز موقعیت مناسبی برای درخشش در اروپا داشت. او نقشی کلیدی در سومین قهرمانی یونایتد در لیگ برتر در طی ۴ فصل ایفا کرد. او به منچستر کمک کرد تا پس از ۲۸ سال به نیمه نهایی لیگ قهرمانان برسد. با این حال آن‌ها در کسب عنوان قهرمانی در لیگ قهرمانان ناکام بودند و مغلوب بورسیا دورتموند آلمان شدند.
فصل ۹۸–۱۹۹۷ منچستر در رقابت با آرسنال برای قهرمانی لیگ برتر ناکام بود آن‌ها در ماه مارس و آوریل عملکرد مناسبی نداشتند و در نهایت برای دومین بار از سال ۱۹۸۹ فصل را بدون جام به پایان بردند. گیگز در این فصل در اکثر مواقع به علت مصدومیت غایب بود ولی هرگاه که برای یونایتد به میدان رفت عالی کار کرد. فصل بعد اما سرنوشت به گونه دیگری رقم خورد منچستر در لیگ برتر به قهرمانی رسید در جام حذفی یونایتد با گل زیبای رایان گیگز در نیمه نهایی آرسنال را شکست داد و به فینال را یافت و با پیروزی در دیدار پایانی قهرمان جام حذفی شد
در لیگ قهرمانان آن‌ها در مرحله نیمه نهایی مقابل یوونتوس در دیدار رفت به تساوی ۱ بر ۱ رسیدند و در بازی برگشت منچستر موفق شد با گل‌های روی کین، دوایت یورک و اندی کول در تورین به پیروزی ۳ بر ۲ برسند در حالی که ابتدا ۲ بر صفر از حریف ایتالیایی خود عقب بودند.
در دیدار نهایی لیگ قهرمانان منچستر با گل‌های تدی شرینگهام و الگنار سولسکیائر که در آخرین ثانیه‌های بازی به ثمر رسیدند موفق شد بایرن مونیخ آلمان را شکست دهد و سومین جام قهرمانی فصل را کسب کند. در اواخر سال ۱۹۹۹ منچستر یونایتد در جام بین قاره‌ای موفق شد پالمیراس برزیل را با نتیجه ۲ بر صفر شکست دهد و عنوان قهرمانی را بدست آورد.
در این مرحله توجه رسانه‌ها به گیگز کاهش یافته بود و این به علت ظهور یک بازیکن جوان‌تر به نام دیوید بکهام بود که به شدت مورد توجه و تمرکز بی‌سابقه رسانه‌ها قرار گرفته بود.

### بعد از سال ۲۰۰۰
بعد از جدایی دنیس اروین در می ۲۰۰۲ رایان گیگز به قدیمی‌ترین بازیکن منچستر یونایتد بدل شد در حالی که هنوز به سی سالگی نرسیده بود. پس از بردن هر سه جام در سال ۱۹۹۹ گیگز در چهار سال بعدی هم سه بار با یونایتد قهرمان لیگ برتر شد. آن‌ها سه بار به مرحله یک چهارم نهایی و یک بار به نیمه نهایی لیگ قهرمانان رسیدند. در آغاز فصل ۰۲ – ۲۰۰۱ او دهمین سال بازی اش در منچستر را در بازی که به همین خاطر ترتیب داده شده بود مقابل سلتیک جشن گرفت. با این حال منچستر یونایتد آن فصل عملکرد ناامیدکننده‌ای داشت آن‌ها با اینکه در فصل نقل و انتقالات هزینه‌های سنگینی متقبل شدند در لیگ برتر و جام حذفی نتوانستند قهرمان شوند و در لیگ قهرمانان هم در نیمه نهایی توسط بایر لورکوزن آلمان حذف شدند.
سال بعد او در پاییز ۲۰۰۲ موفق شد صدمین گل رسمی اش با پیراهن منچستر یونایتد در استمفورد بریج وارد دروازه چلسی کند.
گیگز در تاریخ ۲۲ می ۲۰۰۴ برای چهارمین بار عنوان قهرمانی جام حذفی انگلستان را بدست آورد تا به همراه روی کین تنها بازیکنانی باشند که چهار بار قهرمان جام حذفی انگلیس می‌شوند. او همچنین در این جام سه بار عنوان نایب قهرمانی را در سال‌های ۱۹۹۵، ۲۰۰۵ و ۲۰۰۷ بدست آورده است. حضور او در پیروزی مقابل لیورپول در سپتامبر سال ۲۰۰۴ او را به سومین بازیکن بعد از سر بابی چارلتون و بیلی فولکز تبدیل کرد که در ۶۰۰ بازی برای یونایتد به میدان رفته است. او در سال ۲۰۰۵ به خاطر مشارکتش در کسب افتخارت برای فوتبال انگلستان رسماً به عضویت تالار مشاهیر فوتبال انگلیس درآمد.
در انتهای آن فصل دیوید جیل مدیر اجرایی باشگاه منچستر یونایتد قرارداد گیگز را تا دو فصل دیگر تمدید کرد آن هم در حالی که سیاست باشگاه بر این اساس بود که بازیکنان سی ساله قراردادشان یکساله تمدید شود. بعد از آن گیگز سه بار دیگر قراردادش را با منچستر تمدید کرد. قرارداد فعلی او تا ژوئن ۲۰۱۱ معتبر است در آن زمان او در آستانه ۳۷ سالگی است در حالی که به نظر می‌رسد بزرگ‌ترین مشکلش آسیب دیدگی‌هایی است که بعضاً دچار آن‌ها می‌شود.
در ۶ مه ۲۰۰۷ با تساوی ۱ بر ۱ چلسی مقابل آرسنال منچستر یونایتد بار دیگر قهرمان لیگ برتر شد و رایان گیگز توانست نهمین عنوان قهرمانی اش را در لیگ انگلستان به دست بیاورد. رکوردی که قبل از او فقط آلن هنسن و فیل نیل با لیورپول بدست آورده بودند.
در فصل ۰۸–۲۰۰۷ الکس فرگوسن تصمیم گرفت برای سمت چپ تیمش از سیستم چرخشی استفاده کند و علاوه بر گیگز از نانی و اندرسون هم به تناوب در این بخش زمین بازی بگیرد.
۸ دسامبر ۲۰۰۷ گیگز یکصدمین گلش در لیگ فوتبال انگلستان (۱۴ گل در لیگ قهرمانی + ۸۶ گل در لیگ برتر) را در پیروزی ۴ بر ۱ منچستریونایتد مقابل دربی کانتی به ثمر رساند. ۲۰ فوریه ۲۰۰۸ او صدمین بازی خود در لیگ قهرمانان را مقابل المپیک لیون انجام داد. در ۱۱ می ۲۰۰۸ مقابل ویگان اتلتیک او به جای پارک جی سونگ به میدان آمد تا تعداد بازی‌هایش با پیراهن منچستر یونایتد را به ۷۵۸ برساند و با رکورد سر بابی چارلتون برابری کند. گیگز با ورودش به میدان گل دوم یونایتد را به ثمر رساند تا با کسب پیروزی ۲ بر صفر در آن بازی منچستر برای دهمین بار قهرمان لیگ برتر شود. ده روز بعد گیگز مقابل چلسی در فینال لیگ قهرمانان اروپا در دقیقه ۸۷ به جای پل اسکولز به میدان آمد و رکورد سربابی چارلتون را شکست. من یونایتد آن بازی را پس از تساوی ۱ بر ۱ در پایان وقت عادی و اضافه در ضربات پنالتی ۶ بر ۵ برد و بار دیگر قهرمان اروپا شد. گیگز زننده آخرین پنالتی منچستری‌ها در ان بازی بود و بعد از ضربه او نیکولاس آنلکا ضربه پنالتی خود را از دست داد. تا گیگز به همراه اوون هارگریوز بعد از استیو مک منمن دیگر بازیکنان بریتانیایی باشند که دو بار قهرمان جام باشگاه‌های اروپا می‌شوند (البته بازیکنان تیم ناتینگهام فارست انگلیس دو بار در سال‌های ۱۹۷۹ و ۱۹۸۰ این جام را برده بودند). گیگز به همراه ریوفردیناند در غیاب کاپیتان‌گری نویل جام قهرمانی را بالای سر بردند.
در ابتدای فصل ۰۹ – ۲۰۰۸ الکس فرگوسن از گیگز به عنوان هافبک مرکزی یا پشت سر دو مهاجم استفاده می‌کرد. فرگوسن در مصاحبه‌ای عنوان کرد گیگز بازیکن با ارزش من یونایتد است او اکنون ۳۵ ساله است ولی در ۳۵ سالگی هم بازیکن کلیدی یونایتد است او با اشاره به افتخارات فراوان گیگز اعلام کرد امیدوار است که رایان هم مانند اولگنار سولسکیائر پس از پایان دوران فوتبال به عنوان مربی با منچستر همکاری کند.
۸ فوریه ۲۰۰۹ گیگز تک گل منچستر یونایتد را در پیروزی ۱ بر صفر مقابل وستهام به ثمر رساند تا از سال ۱۹۹۲ تنها بازیکنی باشد که هر سال در لیگ فوتبال انگلستان گلزنی کرده است. فوریه ۲۰۰۹ او قراردادش را که در ژوئن ۲۰۰۹ خاتمه می‌یافت یک فصل دیگر تمدید کرد. پس از پشت سر گذاشتن یک فصل موفق نام او به همراه چهار بازیکن دیگر منچستر یونایتد در لیست کاندیداهای عنوان برترین بازیکن فصل فوتبال انگلستان اعلام شد. در ۲۶ آوریل ۲۰۰۹ او موفق شد عنوان برترین بازیکن فصل فوتبال انگلستان را به دست آورد (PFA Player Of The Year).
۲۸ نوامبر ۲۰۰۹ او در دیدار رفت مرحله نیمه نهایی لیگ قهرمانان اروپا مقابل آرسنال برای هشتصدمین بار با پیراهن منچستر یونایتد به میدان رفت و در ۱۶ می ۲۰۰۹ با تساوی ۰ – ۰ منچستر مقابل آرسنال رایان گیگز به همراه منچستر یونایتد برای یازدهمین بار قهرمان لیگ برتر شد.
گیگز اولین هت تریک خود برای یونایتد را در دیدار پیش فصل برابر هانگزو گرین تاون پس از آنکه در نیمه دوم به میدان آمد انجام داد.
در ۱۲ سپتامبر ۲۰۰۹ رایان گیگز گل اول منچستر یونایتد را در پیروزی ۳ بر ۱ مقابل تاتنهام هاتسپرز در وایت هارت لین به ثمر رساند تا تنها بازیکنی باشد که در تمام دوره‌های لیگ برتر گل زده است. گیگز صد و پنجاهمین گل رسمی اش برای منچستریونایتد را در بازی مقابل ولفسبورگ در لیگ قهرمانان با یک ضربه آزاد مستقیم به ثمر رساند. این چهاردهمین فصل حضور گیگز در لیگ قهرمانان بود که یک رکورد محسوب می‌شود (۱۵ روز بعد رائول گونزالز بازیکن رئال مادرید هم به این رکورد دست پیدا کرد). در ۲۸ نوامبر ۲۰۰۹ هم‌زمان با تولد ۳۶ سالگی اش یکصدمین گلش در لیگ برتر انگلستان را در پیروزی ۴ بر ۱ مقابل پورتسموث در فرایتون پارک از روی یک ضربه ایستگاهی مستقیم به ثمر رساند.
در ۳۰ نوامبر ۲۰۰۹ یک روز پس از تولد ۳۶ سالگی گیگز به او پیشنهاد شد یک فصل دیگر قراردادش را تمدید کند. در همان روز نام گیگز به عنوان یکی از کاندیداهای عنوان شخصیت ورزشی برتر بریتانیا در سال ۲۰۰۹ شبکه بی‌بی‌سی اعلام شد. در ۵ دسامبر گیگز با حضور در بازی مقابل وستهام با رکورد هموطنش گری اسپید برابری کرد آن‌ها هر دو ۵۳۵ بار در لیگ برتر به میدان رفته بودند. در ۱۲ دسامبر گیگز با حضور مقابل استون ویلا رکوردگری اسپید را هم شکست. روز بعد رایان گیگز به عنوان شخصیت ورزشی برتر شبکه BBC در سال ۲۰۰۹ انتخاب شد. در ۱۸ دسامبر گیگز قراردادش را یک سال دیگر با منچستر تمدید کرد و این بدان معنی بود که گیگز می‌تواند در شروع فصل بعد بیستمین سال حضورش در منچستر یونایتد را جشن بگیرد. کمتر بازیکنی در فوتبال جهان بیست سال مداوم در یک تیم به بازی پرداخته است. رایان گیگز را می‌توان بهترین بازیکن یک دهه اخیر منچستر یونایتد نامید.

#### محبوبیت فراوان گیگز در میان هواداران
محبوبیت رایان گیگز در میان هوادارن منچستر یونایتد باعث شد که قبل از فرارسیدن زمان خداحافظی، به افتخار وی بازی یادبود برگزار شود. در سال ۲۰۰۲ و به مناسبت آغاز دهمین سالگرد حضور گیگز در یونایتد، مسئولان باشگاه به پاس تجلیل از زحمات و فداکاری او تصمیم به برگزاری یک رقابت بزرگداشت گرفتند. بازیکنان هم دوره رایان و تعدادی از بازیکنان سال ۲۰۰۲ در این بازی شرکت کردند. او در این بازی نیز دست از حرکات ویران‌کننده خود برنداشت. در پیایان عواید بازی یک جا به خانواده گیگز تعلق گرفت. مطبوعات به این امر اعتراض کردند و اعلام نمودند بهتر بود عواید این بازی صرف فقرا و کودکان بی‌سرپرست می‌شد. او همچنین چندی پیش به عنوان برترین بازیکن تاریخ منچستر برگزیده شد.

## عرصه ملی
رایان گیگز متولد کاردیف ولز است او در نوجوانی کاپیتان تیم منتخب مدارس انگلستان بود. برخلاف باور عمومی او هیچگاه شرایط قانونی بازی در تیم ملی انگلستان را نداشت. او اولین بازی ملی اش را در سال ۱۹۹۱ مقابل آلمان انجام داد و به جوانترین بازیکن تاریخ فوتبال ولز تبدیل شد البته هفت سال بعد در ژوئن ۱۹۹۸ رایان گرین این عنوان را از او گرفت. گیگز از ۱۹۹۱ تا ۲۰۰۷ در ۶۴ بازی ملی به میدان رفت و ۱۲ گل ملی به ثمر رساند. او از سال ۲۰۰۴ به عنوان کاپیتان تیم ملی ولز انتخاب شد.
از گیگز همیشه این انتقاد می‌شد که به حضور در دیدارهای دوستانه تیم ملی تمایلی ندارد. این تصور به این دلیل به وجود آمده بود که گیگز همیشه پیش از دیدارهای ملی دوستانه مصدوم می‌شد.
سال ۲۰۰۵ در مقدماتی جام جهانی ۲۰۰۶ گیگز در مقابل آذربایجان ۲ گل به ثمر رساند ولی ولز نتوانست به بازی‌های پلی آف راه یابد. در سپتامبر سال ۲۰۰۶ او در بازی دوستانه مقابل برزیل در وایت هارت لین به میدان رفت این بازی با پیروزی ۲ بر صفر برزیل خاتمه یافت. دونگا سرمربی برزیل پس از بازی اعلام کرد که رایان گیگز هیچ نیازی به تعریف و تحسین او ندارد چون از نظر او گیگز هم سطح ستارگان فوتبال برزیل همچون رونالدینیو و کاکا است.
گیگز روز چهارشنبه ۳۰ مه سال ۲۰۰۷ در یک کنفرانس مطبوعاتی به‌طور رسمی از فوتبال ملی خداحافظی کرد. او دلیل کناره‌گیری اش را تمرکز بر روی بازی‌های منچستر یونایتد اعلام کرد. آخرین بازی ملی او به عنوان کاپیتان در مقدماتی یورو ۲۰۰۸ در برابر جمهوری چک در روز ۲ ژوئن انجام شد.

## آمار دوران حرفه‌ای

### باشگاهی
تا تاریخ ۲۹ مه ۲۰۱۳
| باشگاه         | فصل       | لیگ  | لیگ | اف‌ای کاپ | اف‌ای کاپ | لیگ کاپ | لیگ کاپ | اروپایی | اروپایی | غیره | غیره | جمع  | جمع |
| باشگاه         | فصل       | بازی | گل  | بازی     | گل       | بازی    | گل      | بازی    | گل      | بازی | گل   | بازی | گل  |
| -------------- | --------- | ---- | --- | -------- | -------- | ------- | ------- | ------- | ------- | ---- | ---- | ---- | --- |
| منچستر یونایتد | ۱۹۹۰–۹۱   | ۲    | ۱   | ۰        | ۰        | ۰       | ۰       | ۰       | ۰       | ۰    | ۰    | ۲    | ۱   |
| منچستر یونایتد | ۹۲–۱۹۹۱   | ۳۸   | ۴   | ۷        | ۰        | ۸       | ۳       | ۱       | ۰       | ۱    | ۰    | ۵۱   | ۷   |
| منچستر یونایتد | ۹۳–۱۹۹۲   | ۴۱   | ۹   | ۲        | ۲        | ۲       | ۰       | ۱       | ۰       | –    | –    | ۴۶   | ۱۱  |
| منچستر یونایتد | ۹۴–۱۹۹۳   | ۳۸   | ۱۳  | ۷        | ۱        | ۸       | ۳       | ۴       | ۰       | ۱    | ۰    | ۵۸   | ۱۷  |
| منچستر یونایتد | ۹۵–۱۹۹۴   | ۲۹   | ۱   | ۷        | ۱        | ۰       | ۰       | ۳       | ۲       | ۱    | ۰    | ۴۰   | ۴   |
| منچستر یونایتد | ۹۶–۱۹۹۵   | ۳۳   | ۱۱  | ۷        | ۱        | ۲       | ۰       | ۲       | ۰       | –    | –    | ۴۴   | ۱۲  |
| منچستر یونایتد | ۹۷–۱۹۹۶   | ۲۶   | ۳   | ۳        | ۰        | ۰       | ۰       | ۷       | ۲       | ۱    | ۰    | ۳۷   | ۵   |
| منچستر یونایتد | ۹۸–۱۹۹۷   | ۲۹   | ۸   | ۲        | ۰        | ۰       | ۰       | ۵       | ۱       | ۱    | ۰    | ۳۷   | ۹   |
| منچستر یونایتد | ۹۹–۱۹۹۸   | ۲۴   | ۳   | ۶        | ۲        | ۱       | ۰       | ۹       | ۵       | ۱    | ۰    | ۴۱   | ۱۰  |
| منچستر یونایتد | ۲۰۰۰–۱۹۹۹ | ۳۰   | ۶   | –        | –        | ۰       | ۰       | ۱۱      | ۱       | ۳    | ۰    | ۴۴   | ۷   |
| منچستر یونایتد | ۰۱–۲۰۰۰   | ۳۱   | ۵   | ۲        | ۰        | ۰       | ۰       | ۱۱      | ۲       | ۱    | ۰    | ۴۵   | ۷   |
| منچستر یونایتد | ۰۲–۲۰۰۱   | ۲۵   | ۷   | ۱        | ۰        | ۰       | ۰       | ۱۳      | ۲       | ۱    | ۰    | ۴۰   | ۹   |
| منچستر یونایتد | ۰۳–۲۰۰۲   | ۳۶   | ۸   | ۳        | ۲        | ۵       | ۰       | ۱۵      | ۴       | –    | –    | ۵۹   | ۱۴  |
| منچستر یونایتد | ۰۴–۲۰۰۳   | ۳۳   | ۷   | ۵        | ۰        | ۰       | ۰       | ۸       | ۱       | ۱    | ۰    | ۴۷   | ۸   |
| منچستر یونایتد | ۰۵–۲۰۰۴   | ۳۲   | ۵   | ۴        | ۰        | ۱       | ۱       | ۶       | ۲       | ۱    | ۰    | ۴۴   | ۸   |
| منچستر یونایتد | ۰۶–۲۰۰۵   | ۲۷   | ۳   | ۲        | ۱        | ۳       | ۰       | ۵       | ۱       | –    | –    | ۳۷   | ۵   |
| منچستر یونایتد | ۰۷–۲۰۰۶   | ۳۰   | ۴   | ۶        | ۰        | ۰       | ۰       | ۸       | ۲       | –    | –    | ۴۴   | ۶   |
| منچستر یونایتد | ۰۸–۲۰۰۷   | ۳۱   | ۳   | ۲        | ۰        | ۰       | ۰       | ۹       | ۰       | ۱    | ۱    | ۴۳   | ۴   |
| منچستر یونایتد | ۰۹–۲۰۰۸   | ۲۸   | ۲   | ۲        | ۰        | ۴       | ۱       | ۱۱      | ۱       | ۲    | ۰    | ۴۷   | ۴   |
| منچستر یونایتد | ۱۰–۲۰۰۹   | ۲۵   | ۵   | ۱        | ۰        | ۲       | ۱       | ۳       | ۱       | ۱    | ۰    | ۳۲   | ۷   |
| منچستر یونایتد | ۱۱–۲۰۱۰   | ۲۵   | ۲   | ۳        | ۱        | ۱       | ۰       | ۸       | ۱       | ۱    | ۰    | ۳۸   | ۴   |
| منچستر یونایتد | ۱۲–۲۰۱۱   | ۲۵   | ۲   | ۲        | ۰        | ۱       | ۱       | ۵       | ۱       | ۰    | ۰    | ۳۳   | ۴   |
| منچستر یونایتد | ۱۳–۲۰۱۲   | ۲۲   | ۲   | ۴        | ۱        | ۱       | ۲       | ۵       | ۰       | –    | –    | ۳۲   | ۵   |
| ۱۴–۲۰۱۳        | ۱۲        | ۲    | ۲   | ۰        | ۰        | ۰       | ۷       | ۰       | ۰       | ۰    | ۲۲   | ۰    |     |
| مجموع          | مجموع     | ۶۷۲  | ۱۱۴ | ۷۴       | ۱۲       | ۴۱      | ۱۲      | ۱۵۷     | ۲۹      | ۱۹   | ۱    | ۹۶۳  | ۱۶۸ |

### ملی
| سال  | بازی | گل |
| ---- | ---- | -- |
| ۱۹۹۱ | ۲    | ۰  |
| ۱۹۹۲ | ۳    | ۰  |
| ۱۹۹۳ | ۶    | ۲  |
| ۱۹۹۴ | ۱    | ۱  |
| ۱۹۹۵ | ۳    | ۰  |
| ۱۹۹۶ | ۳    | ۱  |
| ۱۹۹۷ | ۳    | ۱  |
| ۱۹۹۸ | ۱    | ۰  |
| ۱۹۹۹ | ۳    | ۱  |
| ۲۰۰۰ | ۴    | ۱  |
| ۲۰۰۱ | ۴    | ۰  |
| ۲۰۰۲ | ۵    | ۰  |
| ۲۰۰۳ | ۷    | ۱  |
| ۲۰۰۴ | ۳    | ۰  |
| ۲۰۰۵ | ۶    | ۳  |
| ۲۰۰۶ | ۵    | ۰  |
| ۲۰۰۷ | ۴    | ۱  |
| جمع  | ۶۴   | ۱۲ |

## رده ملی
رایان در رده ملی به افتخارات زیادی دست پیدا نکرد. تنها افتخار قابل ذکر او جایزه استعداد طلایی ولز بود. نخستین بازی ملی گیگز در حالی مقابل آلمان غربی انجام شد که یار تعویضی تیم ملی ولز تنها ۱۷ سال و ۳۲۱ روز سن داست. متأسفانه او در رده ملی هیچ مجالی برای درخشش به دست نیاورد. آن‌ها در یک قدمی حضور در جام جهانی ۲۰۰۲، بازی برگشت پلی آف مقابل روسیه را در زمین خود با یک گل واگذار کردند تا ولزی‌ها به رغم داشتن بازیکنان بزرگی که اکثر آن‌ها در لیگ برتر بازی می‌کنند همچنان ناکام باشند.

## افتخارات

### باشگاهی
منچستر یونایتد
- قهرمانی لیگ برتر: ۱۹۹۲–۹۳، ۱۹۹۳–۹۴، ۱۹۹۵–۹۶، ۱۹۹۶–۹۷، ۱۹۹۸–۹۹، ۱۹۹۹–۲۰۰۰، ۲۰۰۰–۰۱، ۲۰۰۲–۰۳، ۲۰۰۶–۰۷، ۲۰۰۷–۰۸، ۲۰۰۸–۰۹، ۲۰۱۰–۱۱، ۲۰۱۲–۱۳
- قهرمانی جام حذفی: ۱۹۹۳–۹۴، ۱۹۹۵–۹۶، ۱۹۹۸–۹۹، ۲۰۰۳–۰۴
- قهرمانی جام اتحادیه: ۱۹۹۱–۹۲، ۲۰۰۵–۰۶، ۲۰۰۸–۰۹
- قهرمانی جام خیریه: ۱۹۹۳، ۱۹۹۴، ۱۹۹۶، ۱۹۹۷، ۲۰۰۳، ۲۰۰۷، ۲۰۰۸، ۲۰۱۰، ۲۰۱۳
- قهرمانی لیگ قهرمانان اروپا: ۱۹۹۸–۹۹، ۲۰۰۷–۰۸
- قهرمانی سوپر جام اروپا: ۱۹۹۱
- قهرمانی جام بین قاره‌ای: ۱۹۹۹
- قهرمانی جام باشگاهای جهان: ۲۰۰۸

### فردی
- جوان‌ترین بازیکن سال از دید اتحادیه فوتبالیستهای حرفه ایی: ۱۹۹۱–۹۲، ۱۹۹۲–۹۳
- تیم سال اتحادیه فوتبالیست‌های حرفه‌ای: ۱۹۹۲–۹۳ لیگ برتر، ۱۹۹۷–۹۸ لیگ برتر، ۲۰۰۰–۰۱ لیگ برتر، ۲۰۰۱–۰۲ لیگ برتر، ۲۰۰۶–۰۷ لیگ برتر، ۲۰۰۸–۰۹ لیگ برتر
- تیم قرن از دید اتحادیه فوتبالیستهای حرفه ایی: ۱۹۹۷–۲۰۰۷
- بازیکن سال پی‌اف‌ای: ۲۰۰۸–۰۹
- جایزه مریت از سوی اتحادیه فوتبالیستهای حرفه ایی: ۲۰۱۶
- جایزه افتخاری اتحادیه فوتبال نویسان: ۲۰۰۷
- جایزه براوو: ۱۹۹۳
- شخصیت سال بی‌بی‌سی ورزشی: ۲۰۰۹
- شخصیت سال بی‌بی‌سی ورزشی ولز: ۱۹۹۶، ۲۰۰۹
- ورزشکار سال از دید مجله جی‌کیو: ۲۰۱۰
- بهترین بازیکن سال سر مت بازبی: ۱۹۹۷–۹۸
- جایزه جیمی مورفی بهترین بازیکن جوان سال از سوی باشگاه منچستر یونایتد: ۱۹۹۰–۹۱، ۱۹۹۱–۹۲
- بازیکن سال منچستر یونایتد: ۲۰۰۵–۰۶
- جوایز ۱۰ فصل لیگ برتر انگلستان (۱۹۹۲–۹۳ تا ۲۰۰۱–۰۲): بهترین تیم دهه
- جوایز ۲۰ فصل لیگ برتر انگلستان (۱۹۹۲–۹۳ تا ۲۰۱۱–۱۲): بهترین بازیکن
- جوایز ۲۰ فصل لیگ برتر انگلستان (۱۹۹۲–۹۳ تا ۲۰۱۱–۱۲):
  - تیم فانتزی منتخب ۲۰ فصل از دید روزنامه نویسان و آراء مردمی
- جوایز ۲۰ فصل لیگ برتر انگلستان (۱۹۹۲–۹۳ تا ۲۰۱۱–۱۲): بیشترین حضور (۵۹۶)
- تیم رؤیایی ده فصل لیگ قهرمانان اروپا (از ۱۹۹۲ تا ۲۰۰۲): ۲۰۰۲
- بهترین بازیکن ولز: ۱۹۹۶، ۲۰۰۶
- بازیکن ماه لیگ برتر: اوت ۲۰۰۶، فوریه ۲۰۰۷
- گل فصل بی‌بی‌سی: ۱۹۹۸–۹۹
- ارزشمندترین بازیکن جام بین قاره‌ای: ۱۹۹۹
- تالار مشاهیر فوتبال انگلستان: ۲۰۰۵
- بهترین پاس گل دهنده لیگ قهرمانان اروپا: ۲۰۰۹–۱۰
- پای طلایی: ۲۰۱۱
- اسطوره‌های فدراسیون بین‌المللی تاریخ و آمار فوتبال
- ۱۰۰ اسطوره لیگ فوتبال انگلستان

## رکوردها
- دارنده چهار رکورد شخصی در کتاب رکوردهای جهانی گینس
- پر افتخارترین بازیکن تاریخ فوتبال بریتانیا
- مسن‌ترین گلزن لیگ قهرمانان اروپا
- رکورد دست نیافتی حضور در ۹۵۰ بازی باشگاهی با پیراهن منچستر یونایتد
- زننده سریع‌ترین گل تاریخ فوتبال انگلستان
- رکورددار گلزنی و گلسازی در تمامی ادوار لیگ برتر انگلستان
- رکورد ارسال بیشترین پاس گل در فوتبال انگلستان
- رکورد دست نیافتنی دریافت ۰ کارت قرمز در ۹۵۰ بازی باشگاهی با پیراهن منچستر یونایتد
- رکورد حضور در تمامی سری بازی‌های ویدیوئی فیفا
- رکورد گلزنی در ۱۶ دوره رقابت‌های لیگ قهرمانان اروپا

## جنجال‌ها
در تاریخ ۲۴ مه ۲۰۱۱ میلادی، جان همینگ، نماینده حزب لیبرال دمکرات بریتانیا در مجلس عوام بریتانیا، با استفاده از «مصونیت قضایی» خود به عنوان نماینده پارلمان، نام «رایان گیگز» را به عنوان «فوتبالیست متأهلی که با یک زن رابطه داشته» و نامش در شبکه اجتماعی توئیتر مطرح شده را، افشا کرد. پیشتر یک قاضی بریتانیایی دستور موقتی مبنی بر عدم افشای هویت این فوتبالیست را صادر کرده بود.بعد ها مشخص شد که او با 69 زن رابطه داشته است. همچنین مشخص شد که با نام KINGALI99 در فری فایر زمانی بازی میکرده است.